# Linda Hogan
Linda Hogan (ur. 1964?) – irlandzka teolog, profesor Trinity College w Dublinie, specjalizuje się w etyce teologicznej, społecznej i politycznej oraz etyce płci i religii w przestrzeni publicznej, jest autorką publikacji z zakresu praw człowieka i etyki międzyreligijnej, prezentuje poglądy feministyczne. Była członkiem Irlandzkiej Rady ds. Bioetyki. Współpracowała z redakcjął "Journal of Religious Ethics".
W listopadzie 2013 r., wymianiana była w prasie brytyjskiej i irlandzkiej, a za nią w prasie światowej, w kontekście wypowiedzi dyrektora Biura Prasowego Stolicy Apostolskiej – Federico Lombardiego, iż kobieta kardynał jest "teologicznie i teoretycznie możliwa", jako faworytka do godności kardynalskiej, gdyby papież Franciszek zdecydował się na wyniesienie kobiety do tej godności. Jako faworytkę wymieniana była między innymi na łamach dziennika "The Sunday Times".